# Франц Равбар
Франц Равбар — Витез (Врховље, 2. август 1913 — Средња вас - Пољане, 13. јануар 1943) учесник Народноослободилачке борбе и народни херој Југославије.

## Биографија
Франц је рођен 2. августа 1913. године као први од троје деце свога оца који је био литограф. Био је је запослен у Дирекцији за железнице у Трсту. Током Првог светског рата његова породица је морала да се повуче у фронтно залеђе. Први завршетку Првог светског рата су се вратили у родни крај, међутим 1920. године опет се повлаче, овог пута од Италијана. Населили су се у Трзину, али су се 1924. преселили у Подборшт. Након што је завршио основну школу, Франц је отишао да ради у фабрици машина у Љубљани. Неколико пута је мењао посао, радио је и на прочишћавању далековода, железари у Штору и коначно добио стално заполење у Унитасу.
Године 1936, примљен је је у КПЈ, а 1937. постао је члан комитета КПС-а Јежица. Присуствовао је у консултацијама у Вињаху где се сусрео са Титом. Током окупације Југославије 1941. године Франц је био у својој војној јединици у Великој Горици код Осијека. Вратио се у Подборшт и живео са својим родитељима. Постао је члан војне комисије окрушног одбора КПС-а за Љубљану.
Постао је члан главне команде словеначке партизанске војске. Године 1942, послат је у Обрије како би се састао са Борисом Крегхером како би регулисао нека питања која се тичу партизанских јединица. Током митинга, Италијани су заробили њих двојицу, али их нису препознали (Равбар је имао легитимацију под именом Јакоб Слапар). Послати су у логор Гонарс. Већ по доласку у логор, размишљали су о бегу. Заједно су копали ров који је имао излаз иза бодљикаве жице. У ноћи између 30. и 31. августа 1942. године осам логораша успешно је побегло.
Након тога, Равбар је по наређењу Централног комитета КПС-а и штаба партизанских трупа, за Борисом Кидричем отпутовао у Горењску да среди ситуацију са организацијом НОБ-а. 26. децембра 1942. именован је је за политичког комесара треће оперативне зоне. Приликом обављања других послова зауставио се почетком 1943. у бункеру у Логеху. 13. јануара 1943. бункер је био окружен немачком војском. Бекство није било могуће. Чак и пре него што су их немци ухватили, сви су извршили самоубиство. За народног хероја проглашен је 5. јула 1951.